# Bataille de Rueil
Campagne de 1871 à l'intérieur
Batailles
- Courbevoie
- Rueil
- Meudon
- Issy
- Semaine sanglante
- Butte-aux-Cailles

La bataille de Rueil se déroula le 3 avril 1871 entre les forces de la Commune de Paris et celles du Gouvernement central de Versailles. Elle eut lieu entre Bougival et Neuilly dans un secteur centré sur Rueil. Elle entre dans le cadre des affrontements qui ponctuèrent la sortie ratée des Fédérés le 3 avril. Les Fédérés, commandés par Jules Bergeret et Gustave Flourens, furent défaits. Peu après la bataille, Flourens, qui a été capturé, est assassiné par le capitaine de gendarmerie Desmarets.

## Contexte
Le plan de la sortie fédérée du 3 avril 1871 est relativement simple mais l'armée de la Commune ne dispose plus de sous-officiers ni d'officiers expérimentés et le commandement est donc extrêmement mauvais. Les généraux n'ont ainsi pas rédigé d'ordre du jour et, plus grave, n'ont pas pris de canons en nombre significatif alors que Paris regorge de pièces d'artillerie. Il n'y a pas plus d'éclaireurs et l'équipement des troupes souffre des mêmes problèmes ; les Fédérés manquent de munitions et de vivres. Enfin, la plupart des soldats s'attendent, à la lecture des journaux parisiens, à une simple promenade militaire.

## Déroulement de la bataille
Vers trois heures du matin, Bergeret part de Neuilly avec 6 000 hommes et 8 canons vers Rueil. Aucune précaution n'est prise et les Fédérés sont surpris sur le plateau des Bergères par les tirs de la batterie versaillaise du Mont-Valérien vers six heures trente,. Même si cette batterie ne possède que quelques pièces, la surprise des soldats parisiens qui pensaient le Mont-Valérien aux mains de la Commune se transforme en panique. Cependant, le fort est tenu par les Versaillais qui y disposent de huit canons qui tireront jusque vers onze heures. Beaucoup de Fédérés préfèrent alors rentrer à Paris : seuls 1 200 hommes arrivent à Rueil et il n'y a guère que le 91e bataillon de la Garde Nationale qui dispose d'effectifs importants. Un millier d'hommes menés par Flourens arrive peu après par Asnières. Ils ont suivi la voie ferrée d'Asnières à Nanterre avant de poursuivre vers Bougival.
L'armée est surprise et ne déploie pas ses unités situées autour de Versailles avant dix heures. La première contre-attaque fut menée par le 114e régiment d'infanterie de ligne du colonel Boulanger, vers Bougival. Fort de 1 400 hommes, il est soutenu par le 113e régiment d'infanterie de ligne et une batterie d'artillerie disposée sur une ancienne position prussienne découverte sur la colline de La Jonchère. Bougival est facilement réoccupé et le colonel Boulanger y ordonne une répression sanglante. Les Fédérés qui s'enfuient sont poursuivis par la cavalerie de la division du général Du Preuil. Ensuite, la batterie de la Jonchère aida la cavalerie à reprendre Rueil où une poignée de Fédérés chercha à résister avant de battre en retraite sur Neuilly qui fut fortifié.